# Дом из песка и тумана
Дом из песка и тумана (англ. House of Sand and Fog) — американская драма, режиссёрский дебют Вадима Перельмана, снятая в 2003 году. Основано на романе Андре Дюбю III.

## Сюжет
В основе фильма — история «американской мечты», обреченной на крах, о двух людях, готовых на всё, лишь бы доказать своё право на владение домом — небольшим бунгало на берегу океана в Северной Калифорнии, которое, однако, играет огромнейшую роль в их судьбах.
Для Кэти Николо (Дженнифер Коннелли) дом, в котором она родилась и выросла, дом, который её отец выкупал в течение 30 лет и который после своей смерти завещал ей и брату — это последняя надежда на возвращение к нормальной жизни после избавления от алкогольной зависимости. Но в результате бюрократической ошибки муниципальные власти выселяют её из собственного дома, и Кэти оказывается на улице. Муж ещё раньше оставил её, мать живёт далеко, а брат занят собственными проблемами, и поэтому её некому поддержать. Обращение к адвокату тоже не помогает. Девушке остается лишь беспомощно наблюдать за тем, как в ещё вчера её дом, проданный с аукциона за небольшую цену, въезжает новый владелец и начинает обустраивать его на свой вкус.
Для нового владельца, американца иранского происхождения, Массуда Амира Берани (Бен Кингсли) этот дом — возможность наконец-то обрести твёрдую почву под ногами, воплощение «первой ступеньки» на пути к «американской мечте». Берани — в прошлом высший офицер Министерства государственной безопасности Ирана при правлении шаха Пехлеви, но представляется всем бывшим полковником иранских ВВС. После Исламской революции, опасаясь расправы, он был вынужден бежать из страны вместе с семьёй в США. Несмотря на слухи, он не так богат и подрабатывает от случая к случаю, не гнушаясь никакой работы, чтобы поддержать иллюзию достатка. После пышной свадьбы дочери его семье приходится оставить дорогую съёмную квартиру, и он вкладывает свои последние сбережения в покупку дома, вид с крыши которого так напоминает ему вид на Каспийское море с террасы их роскошного бунгало в Иране.
Оставшейся без крова и средств к существованию Кэти вызывается помочь заместитель шерифа Лестер Бёрдон (Рон Элдард), который присутствовал при выселении её из дома. Начинается конфликт, который перерастает в конфликт межкультурный, межрелигиозный, межэтнический.
Оба героя преследуют фундаментальную цель. Это бунгало — не просто дом, это место, в котором существует семья. Семья, которую утратила и теперь надеется обрести вновь Кэти, а Берани пытается удержать от распада. Они борются не за абстракцию, а за нечто личное. И здесь нет ни правых, ни виноватых. Кэти несправедливо выселили из её дома, но и Берани тоже хочет сделать свою семью — и их повисшую в воздухе жизнь — счастливой. Все стремятся доказать собственную правоту, восстановить справедливость, которая у каждого —  своя. Слишком поздно герои понимают, что они начинают терять человечность в борьбе за собственную мечту, слишком поздно они постигают и принимают мечту чужую. Трагедия финала подкрадывается незаметно, как плотный туман с гор скатывается в океан, погружая мир во мрак. Погибают люди, хотя никто не хотел смертей, жизнь ломается, потому что уже поздно, ничьё прощение, ничьи клятвы уже не исправят совершённого.
Дом не достаётся никому, потому что становится понятно — он не вернёт утраченного, он уже не символ возвращения, а символ потери.

## В ролях
- Дженнифер Коннелли — Кэти Николо
- Бен Кингсли — полковник Масуд Амир Бехрани
- Рон Элдард — Лестер Бердон
- Фрэнсис Фишер — Конни Уолш
- Ким Диккенс — Кэрол Бердон
- Шохре Агдашлу — Надере «Нади» Бехрани
- Джонатан Адут — Эсмаил Бехрани
- Нави Рават — Сорайи Бехрани
- Карлос Гомес — лейтенант Альварес
- Киа Джэм — Али

## Критика
В своём обзоре в The New York Times Энтони Скотт назвал фильм «впечатляюще самоуверенным режиссёрским дебютом» и добавил: «Конфликт между Кэти и Бехрани возникает из-за греха, настолько тривиального, что он почти комичен». Роджер Эберт из Chicago Sun-Times дал фильму 4 звезды из 4 и написал: «Вот фильм, который захватывает нас с первой сцены и никогда не отпускает, и мы на всем протяжении чувствуем сочувствие ко всем в нем». Оуэн Глейберман из Entertainment Weekly оценил фильм на «B-» с комментарием: «У него есть свои претензии, но в основном это энергичная и живая мелодрама, возникшая из ситуации, которая представляет собой чистую кошачью мяту человеческого триллера ... хотя очень хочется, чтобы фильм не превратился в самую шокирующую из трагедий». Питер Трэверс из журнала Rolling Stone поставил фильму 3 звезды из 4 и добавил: «Прежде чем фильм выйдет из-под контроля, эта блестяще сыгранная киноверсия романа 1999 года Андре Дубюса III».

## Награды и номинации
- 2004 — три номинации на премию «Оскар»: лучшая мужская роль (Бен Кингсли), лучшая женская роль второго плана (Шохре Агдашлу), лучшая музыка к фильму (Джеймс Хорнер)
- 2004 — номинация на премию «Золотой глобус» за лучшую мужскую роль — драма (Бен Кингсли)
- 2004 — две номинации на премию «Выбор критиков»: лучшая мужская роль (Бен Кингсли), лучшая женская роль (Дженнифер Коннелли)
- 2004 — премия «Независимый дух» за лучшую женскую роль второго плана (Шохре Агдашлу), а также две номинации: лучший дебютный фильм (Вадим Перельман, Майкл Лондон), лучшая мужская роль (Бен Кингсли)
- 2004 — две номинации на премию «Спутник»: лучшая женская роль — драма (Дженнифер Коннелли), лучший монтаж (Лиза Зено Чургин)
- 2004 — номинация на премию Гильдии киноактёров США за лучшую мужскую роль (Бен Кингсли)
- 2003 — премия Национального совета кинокритиков США за лучший режиссёрский дебют (Вадим Перельман), а также попадание в десятку лучших фильмов года